# Czajki (gromada)
Czajki (w latach 1960-62 Kraśniczyn I lub Kraśniczyn Pierwszy; nazwa Czajki dopiero od 20 II 1962) (do 28 II 1960 Brzeziny) – dawna gromada, czyli najmniejsza jednostka podziału terytorialnego Polskiej Rzeczypospolitej Ludowej w latach 1954–1972.
Gromady, z gromadzkimi radami narodowymi (GRN) jako organami władzy najniższego stopnia na wsi, funkcjonowały od reformy reorganizującej administrację wiejską przeprowadzonej jesienią 1954 do momentu ich zniesienia z dniem 1 stycznia 1973, tym samym wypierając organizację gminną w latach 1954–1972.
Gromadę Kraśniczyn I z siedzibą GRN w Kraśniczynie (I) (w obecnym brzmieniu Czajki) utworzono 29 marca 1960 w powiecie krasnostawskim w woj. lubelskim w związku z przeniesieniem siedziby gromady Brzeziny z Brzezin do Kraśniczyna I (Czajek) i zmianą nazwy jednostki na gromada Kraśniczyn I.
20 lutego 1962, w następstwie zmiany nazwy wsi Kraśniczyn I na Czajki 24 stycznia 1962, nazwę gromady Kraśniczyn I zmieniono na gromada Czajki (a więc zmieniono tylko nazwę wsi i gromady, bez zmiany siedziby GRN).
Gromada Czajki przetrwała do końca 1972 roku, czyli do kolejnej reformy gminnej.
Uwaga: Nie mylić gromadą Kraśniczyn-Osada (1954-1972) z siedzibą w Kraśniczynie (Osadzie) oraz z gromadą Kraśniczyn (1954–59), również z siedzibą w Kraśniczynie I (Czajkach) (ta ostatnia również nieformalnie nazywana gromadą Kraśniczyn I).